# La Sainte Famille avec saint Joaquim et sainte Anne devant l'Éternelle Gloire
La Sainte Famille avec saint Joaquim et sainte Anne devant l’Éternelle Gloire ou la Triple Génération est une huile sur toile à motif religieux de Francisco de Goya réalisée vers 1769.

## Analyse
Bien que pour José Manuel Arnaiz, l’œuvre aurait été réalisée entre 1760 et 1763 après le passage de Goya par l’atelier de José Luzán, Valeriano Bozal (2005), considère qu’il ne reste aucune œuvre de cette époque 

« Qu’apprit-il avec Luzan ? S’il fallait conclure quelque chose en analysant la peinture du maître, c’est que de Goya même, il ne reste rien de ces années. »

C’est pour cette raison qu’il est plus prudent de parler d’une œuvre de jeunesse, mais non de formation, et de la dater des années 1768-1769 données par Josep Gudiol i Ricart lorsqu’il mit au jour la toile en 1970 dans les biens de Pilar de Alcibat, sous le nom la Sainte Famille.
La toile représente la Sainte Famille : la vierge Marie, l’enfant Jésus et saint Joseph sous un ciel de Gloire aux couleurs dorées, souvent associées au surnaturel, où des anges soutiennent des nuages où s’appuie Dieu le Père. Au-dessus apparaît l’Esprit Saint représenté par une colombe. À côté de la Sainte Famille se trouvent Joaquim et Anne contemplant la scène, formant la « triple génération ».
La toile exploite une illumination baroque tardive. Le dessin montre des modelés que Goya ré-exploita dans d’autres toiles, comme celles des têtes du Père et de Joaquim, que l’on peut retrouver dans Maja et Célestine au balcon  (fondation March) et le Baptême du Christ.